# Saint-Dizier-les-Domaines
Saint-Dizier-les-Domaines – miejscowość i gmina we Francji, w regionie Nowa Akwitania, w departamencie Creuse.
Według danych na rok 1990 gminę zamieszkiwało 215 osób, a gęstość zaludnienia wynosiła 14 osób/km² (wśród 747 gmin Limousin Saint-Dizier-les-Domaines plasuje się na 418 miejscu pod względem liczby ludności, natomiast pod względem powierzchni na miejscu 436).